# Argentina en los Juegos Olímpicos de Múnich 1972
La participación de Argentina en los Juegos Olímpicos de Múnich 1972 fue la undécima actuación olímpica oficial organizada por el Comité Olímpico Argentino. La delegación presentó 98 deportistas, de los cuales sólo cuatro eran mujeres. El abanderado fue el jinete Carlos D'Elía.
El equipo olímpico obtuvo una medalla y dos diplomas olímpicos. En el medallero general ocupó la posición n.º 33 sobre 121 países participantes. La única medalla fue obtenida en remo.
La actuación olímpica de Argentina en Múnich 1972 formó parte de un período de magros resultados, afectado por razones políticas y de escaso apoyo estatal al deporte olímpico, que había comenzado en los Juegos de Melbourne 1956. La única medalla fue la de plata de Alberto Demiddi. Fue el número más bajo obtenido por una delegación oficial y se encontraba muy por debajo de las entre cuatro y siete medallas por Juegos obtenidas entre París 1924 y Helsinki 1952. El rendimiento olímpico argentino no recuperaría hasta  Atenas 2004 los niveles que tuvo en el período 1924-1952. Los Juegos de Múnich 1972 marcaron también el comienzo de una etapa en la que el boxeo, principal deporte en la aportación de medallas olímpicas para la Argentina entre 1924 y 1968 (con un total de veintitrés), entraría en un fuerte declive para obtener una sola medalla en los siguientes ocho Juegos.

## Medalla de plata en remo
Alberto Demiddi (28) obtuvo medalla de plata en remo, en la prueba de par de remos sin timonel (single scull). Demiddi había llegado en cuarta ubicación en Tokio 1964 y obtenido medalla de bronce en los juegos anteriores. Había salido campeón mundial en 1970, cuatro veces campeón sudamericano (1964, 1965, 1968 y 1970), dos veces campeón panamericano (1967 y 1971), dos veces campeón europeo (1969 y 1971) y ganador de la prestigiosa regata Henley en 1971. Se encontraba en su mejor momento y la medalla de oro olímpica era la meta deportiva que le restaba por conseguir. Para ello había logrado que la empresa en la que trabajaba como supervisor le concediera dos meses de licencia para poder dedicarse enteramente a entrenar.
Demiddi inicio su participación en los juegos el 27 de agosto, en donde finalizó su serie clasificatoria en el primer lugar con un tiempo de 7:46.09, accediendo directo a las semifinales de la competición y evadiendo el repechaje. En la semifinal, disputada el 31 de agosto, compitió ante el alemán Wolfgang Güldenpfennig, el suizo Melchior Bürgin, el búlgaro Yordan Valchev, el irlandés Seán Drea y el checo Jaroslav Hellebrand. El argentino superó ampliamente a todos sus rivales y se colocó nuevamente en el primer puesto, con un tiempo de 8:10.01 y aventajando por más de seis segundos a Güldenpfennig (segundo clasificado). Así, Demiddi clasificó a la final por las medallas. 
La regata final se corrió el 2 de septiembre. Despertó una gran expectativa en la Argentina, ya que se consideraba que Demiddi era la única posibilidad real de medalla para el país. y fue transmitida por televisión en directo en la madrugada, hecho que no tenía antecedentes en ese tipo de eventos deportivos; empero, la conexión con el satélite tuvo dificultades técnicas y el público solo alcanzó a ver la segunda mitad.
El contrincante a superar era Yuri Malishev, representante de la poderosa escuela soviética de remo, a quien ya había vencido en el último campeonato mundial. Ambos se clasificaron fácilmente para la final. Malishev sorprendió a Demiddi tomando la vanguardia de inmediato y sacando una considerable ventaja inicial que a la postre resultaría decisiva. El propio Demiddi relató esa regata del siguiente modo: 

Malishev picó en punta y me sorprendió. Como no estaba acostumbrado a ver botes delante mío y menos cerca de la largada, pensé que mi salida había sido lenta y quise alcanzarlo como fuera antes de los mil metros. Pero no podía. Entonces aflojé un poco, para rearmarme y tratar de pasarlo al final. En el sprint metí 35 remadas por minuto. Quería reaccionar con cada remada, y hasta el último momento estaba seguro de que lo alcanzaba, de que ganaba, pero cuando escuché la chicharra entendí menos, porque creía que todavía me quedaba tiempo.
Alberto Demiddi.

Malishev le sacó una luz de 1,41 segundos y se adjudicó la medalla de oro con un excelente tiempo de 7.10,12 (7 minutos, 10 segundos, 12 centésimas). Demiddi dejó su bote detenido en el medio de la pista y se quedó allí, con la cabeza escondida entre las piernas.

Me ganó bien. Hacía mucho tiempo que no perdía y estaba desacostumbrado a mirar las cosas desde abajo. Me entrené a fondo para el oro. Fue la peor frustración de mi vida como deportista.

| Remo: par de remos sin timonel          | Remo: par de remos sin timonel | Remo: par de remos sin timonel | Remo: par de remos sin timonel | Remo: par de remos sin timonel |
|                                         | Remero                         | País                           | Tiempo                         |                                |
| --------------------------------------- | ------------------------------ | ------------------------------ | ------------------------------ | ------------------------------ |
| 1                                       | Yuri Malishev                  | Unión Soviética                | 7.10,12                        |                                |
| 2                                       | Alberto Demiddi                | Argentina                      | 7.11,53                        |                                |
| 3                                       | Wolfgang Gueldenpfennig        | República Democrática Alemana  | 7.14,45                        |                                |
| 4                                       | Udo Hild                       | República Federal Alemana      | 7:20,81                        |                                |
| 5                                       | James Dietz                    | Estados Unidos                 | 7:24,81                        |                                |
| 6                                       | Melchior Bürgin                | Suiza                          | 7:31,99                        |                                |
| Fuente: Olympic Winners Reference Book. |                                |                                |                                |                                |

### Detalle de resultados
| Atleta          | Evento       | Serie clasificatoria | Serie clasificatoria | Repechaje             | Repechaje             | Semifinales | Semifinales | Final   | Final            |
| Atleta          | Evento       | Tiempo               | Posición             | Tiempo                | Posición              | Tiempo      | Posición    | Tiempo  | Posición         |
| --------------- | ------------ | -------------------- | -------------------- | --------------------- | --------------------- | ----------- | ----------- | ------- | ---------------- |
| Alberto Demiddi | Single scull | 7:46.09              | 1 Q                  | directo a semifinales | directo a semifinales | 8:10.01     | 1 FA        | 7:11.53 | Medalla de plata |

## Diplomas olímpicos (puestos premiados) y otros buenos resultados
Los atletas argentinos en Múnich 1972 obtuvieron 2 diplomas olímpicos (puestos premiados).
 Miguel Ángel Cuello, en boxeo, obtuvo uno de los dos diplomas obtenido por la delegación argentina, al quedar 5º en la categoría medio pesado.
 Carlos Miguel Álvarez, en ciclismo, obtuvo el otro diploma obtenido por la delegación argentina, al llegar 5º en 4000 metros persecución individual.
Otro buen resultado fue el logrado por el equipo de equitación integrado por Hugo Arrambide, Roberto Tagle, Jorge LLambi y Argentino Molinuevo, que salió 8° en la prueba de tres días.

## La Masacre de Múnich
Durante los Juegos de Múnich 1972, el 5 de septiembre, sucedió la Masacre de Múnich, un hecho terrorista nunca bien investigado, en el cual un comando palestino llamado Septiembre Negro tomó un sector de la Villa Olímpica, secuestrando a once integrantes del equipo olímpico de Israel, todos los cuales resultaron finalmente asesinados, luego de un cuestionado ataque por parte de la policía alemana en el aeropuerto.
A pesar de la masacre, los Juegos continuaron y la competición olímpica solo se suspendió durante el día de la crisis, sin atender los pedidos que diferentes personalidades realizaron en ese sentido. Al día siguiente se celebró en el estadio olímpico un acto en el que el presidente del Comité Olímpico Internacional (COI), el estadounidense Avery Brundage, no hizo ninguna referencia a los deportistas asesinados, hecho que fue severamente cuestionado desde diversas procedencias. Las delegaciones israelí y egipcia se retiraron de la competencia, por motivos radicalmente opuestos. Los familiares de las víctimas han cuestionado reiteradamente al COI por negarse a recordar a los atletas masacrados.
La Masacre de Múnich tuvo gran impacto emocional sobre todos los deportistas, incluidos los argentinos. El edificio en el que se alojaba la delegación argentina se encontraba al lado del que ocupaban los israelíes y desde las habitaciones podía verse a los terroristas. Varios deportistas argentinos han dejado testimonio de sus emociones en ese momento. 
El remero Ricardo Ibarra, tres veces campeón panamericano y diploma olímpico en Montreal 1976 y Los Ángeles 1984, recordó en 2005 ese momento, con las siguientes palabras:

El edificio nuestro era vecino al que ocupaban los israelíes. Como si fuera hoy, me acuerdo del estruendo en las habitaciones de los atletas de Israel. Fue un ruido diferente. Y algo raro, porque en la mañana siguiente no pudimos salir del edificio, mientras veíamos a los encapuchados caminando por el balcón vecino. A partir de ahí, cambió el mundo del deporte. Cuando vimos lo que sucedió en Londres, sentí lo mismo que en ese momento o lo que vivía cuando en Europa veía las imágenes de la Guerra de las Malvinas. Es difícil dormir cuando se ve cómo se está muriendo la gente.

Otro deportista argentino, el regatista Luis Schenone, recordó los hechos del siguiente modo:

Competíamos en Kiel, sobre el mar Báltico. En el medio de una regata, todo se suspendió por el aviso de una lancha. Por seguridad, el único israelí que participaba en yachting, en la Clase Flying Dutchman, se fue en helicóptero. Recuerdo el estupor general en tierra y las palabras de un oficial alemán: «volvimos a la época de Hitler». Cuando regresamos, la Villa Olímpica se asemejaba a una ciudad ocupada.

## Circunstancias
En el equipo argentino de atletismo se encontraba la velocista Irene Fitzner. Su hija, Jennifer Dahlgren, también formó parte de la delegación olímpica en Atenas 2004, Pekín 2008, Londres 2012 y Río de Janeiro 2016 en la prueba de lanzamiento de martillo.
También formó parte del equipo de hockey sobre césped masculino que participó en México 1968 Horacio Rognoni. Su hija, Cecilia Rognoni, integró las selecciones de hockey sobre césped femenino que compitieron en Atlanta 1996, Sídney 2000 y Atenas 2004, obteniendo una medalla de plata y una medalla de bronce.
Los maratonistas argentinos Fernando Molina y Ramón Cabrera participaron de la maratón clasificando en 54° lugar (Molina) y 55° (Cabrera).